# العرش الأبيض (كتاب)
’’’العرش الأبيض: دليلك لبناء موقف إيجابي تجاه كل محنة’’’ كتاب من تأليف الكاتب أحمد خليل خير الله صدر عن دار المعالي بالاسكندرية في مصر عام 2014م. يتناول الكتاب بنظرة إيمانية الموقف في المرض والتفكر فيه.